# Лапокниш Василь Гнатович
Лапокниш Василь Гнатович (нар. 11 березня 1905, Одеса — пом. 12 січня 1974, Київ) — радянський український кінорежисер. Нагороджений орденами Олександра Невського, Вітчизняної війни І ст., медалями.
Був членом Спілки кінематографістів України.

## Біографія
Народився 11 березня 1905 р. в Одесі в робітничій родині.
У 1923–1924 роках навчався в Одеському земельно-меліоративному технікумі.
Вчився на режисерському факультеті Київського музично-драматичного інституту ім. М. Лисенка (1927–1930).
З 1930 р. працював на Київській кіностудії художніх фільмів.
Учасник німецько-радянської війни.
Помер 12 січня 1974 р. в Києві.

## Фільмографія
Асистент режисера в кінокартинах:
- «Кришталевий палац» (1934)
- «Прометей» (1936)
- «Наталка Полтавка» (1936)
- «Запорожець за Дунаєм» (1953)

Другий режисер у стрічках:
- «У мирні дні» (1950)
- «Тарас Шевченко» (1951)
- «Концерт майстрів українського мистецтва»
- «Їхали ми, їхали...» (1962) тощо

Поставив фільми:
- «Українські пісні на екрані» (1936, «Ой, наступала та чорна хмара», у співавторстві)
- «Запорожець за Дунаєм» (1953)
- «Лимерівна» (1954),
- «Співа Україна» (1954, у співавторстві)
- «Кінець Чирви-Козиря» (1958)
- «Лілея» (1959, у співавторстві)
- «Наймичка» (1964, у співавторстві)